# Andrew Watt
Andrew Watt, pseudonimo di Andrew Wotman (New York, 20 ottobre 1990), è un polistrumentista e produttore discografico statunitense noto per la sua collaborazione con Glenn Hughes e Ozzy Osbourne, e per la sua attività di turnista con numerosi artisti pop.
In qualità di produttore discografico si è aggiudicato un Grammy Award.

## Biografia
Cresciuto a Great Neck, ha frequentato la John L. Miller Great Neck North High School, dove si è laureato nel 2008. Iniziata la sua attività nel 2010, ebbe ben presto modo di collaborare con noti cantanti quali Jared Evan, Cody Simpson e Justin Bieber, per i quali suonava la tastiera e la chitarra.
Nel 2013, Watt è stato membro fondatore e chitarrista della rock band California Breed insieme a Glenn Hughes (The Dead Daisies) e Jason Bonham (Foreigner), e suonò con i Manzarek-Krieger. Nel 2015 fece il suo esordio da solista, pubblicando l'album Ghost In My Head.
Nel 2016 ebbe modo di collaborare con artisti rock quali Jane's Addiction e The Cult. Successivamente suonò la chitarra nell'album tributo The Metallica Blacklist, pubblicato nel settembre 2021, supportando Miley Cyrus in una cover del brano Nothing Else Matters.
Watt ha inoltre suonato la tastiera l'album solista di Eddie Vedder del 2022 Earthling e produrrà il prossimo album in studio dei Pearl Jam. A partire dal 2022, Watt è diventato il chitarrista degli Earthlings, i quali includono anche Chad Smith alla batteria, Chris Chaney al basso e Josh Klinghoffer alla chitarra, di genere post-grunge.Nel 2023 ha partecipato all'album Hackney Diamonds dei Rolling Stones scrivendo con Richards le musiche di alcuni brani.

## Discografia

### Solista

#### EP
- 2015 – Ghost in My Head

#### Singoli
- 2017 – Burning Man (feat. Post Malone)

#### Collaborazioni
- 2015 – Beat the Sunrise (SNBRN feat. Andrew Watt)
- 2017 – Let Me Go (Hailee Steinfeld e Alesso feat. Florida Georgia Line & Watt)

### California Breed
- 2014 – California Breed

### Produttore
- 2016 – Stoney  (Post Malone)
- 2018 – Beerbongs & Bentleys (Post Malone)
- 2018 – Camila (Camila Cabello)
- 2018 – Phoenix (Rita Ora)
- 2018 – Invasion of Privacy (Cardi B)
- 2019 – Sweet Insomnia (Gallant)
- 2019 – Why Do You Love Me (Charlotte Lawrence)
- 2019 – Hollywood's Bleeding (Post Malone)
- 2020 – Future Nostalgia (Dua Lipa)
- 2020 – Love Goes (Sam Smith)
- 2020 - Plastic Hearts (Miley Cyrus)
- 2020 - Ordinary Man (Ozzy Osbourne)
- 2021 - Justice (Justin Bieber)
- 2021 - The Lockdown Sessions  (Elton John)
- 2022 - Patient Number 9 (Ozzy Osbourne)
- 2022 – Twelve Carat Toothache (Post Malone)
- 2022 – Earthling (Eddie Vedder)
- 2023 – Austin (Post Malone)
- 2023 - Every Loser  (Iggy Pop)
- 2023 - Hackney Diamonds (The Rolling Stones)
- 2024 - Dark Matter (Pearl Jam)
- 2025 - Mayhem (Lady Gaga)